# Oenospila perlineata
Oenospila perlineata är en fjärilsart som beskrevs av W. Warren 1899. Oenospila perlineata ingår i släktet Oenospila och familjen mätare. Inga underarter finns listade i Catalogue of Life.